# Fèlix Mateu Domeray
Fèlix Mateu Domeray (Cuba, s. XIX – Palma, ?) va ser un polític republicà mallorquí.
Fill d'un indià mallorquí i d'una mulata cubana, fou un dels organitzadors del Partit Republicà Federal de Balears, a Inca (1868-70). Dirigí una escissió federal intransigent i fundà El Cantón Balear (1873-74), des d'on propugnà una república balear que fes part de la República Democràtica Federal d'Espanya. L'octubre de 1873, arran de la proximitat de l'esquadra cantonalista de Cartagena, es decretà el seu empresonament, però pogué fugir, si bé fou detengut el gener de 1874. Acusat d'un delicte d'impremta, fou absolt. Durant la Restauració, fundà la Unió Obrera Balear, moviment obrerista, republicà i mutualista, i dirigí el seu òrgan, La Unión Obrera Balear (1882-86). El 1893, va fundar La Voz del Pueblo. Influït pel pensament social reformista d'Ubaldo R. Quiñones, estigué molt relacionat amb la francmaçoneria del Principat i fou violentament combatut pels sectors catòlics integristes de l'illa (El Áncora), especialment quan, el 1883, intentà d'impulsar un efímer moviment feminista mallorquí.